# Старый Острополь
Ста́рый Остро́поль (укр. Старий Остропіль) — село в Староконстантиновском районе Хмельницкой области Украины.
Старый Острополь расположен у реки Случь в месте впадения в неё реки Белка, на расстоянии 35 км от районного центра и железнодорожной станции города Староконстантинов и в 80 км от областного центра города Хмельницкий. Это исторический городок, бывший райцентр, ныне село.
Население по переписи 2001 года составляло 1374 человека. Почтовый индекс — 31146. Телефонный код — 3854. Занимает площадь 4,485 км². Код КОАТУУ — 6824288601.

## История
Город Острополь был основан в 1576 году князем Константином Острожским.
В 1619 году городок Острополь уже состоял из укрепленного города и замка. К этому времени Острополь стал значимым ремесленным и торговым городом, объединявшим 23 села.
Во время восстания Хмельницкого, с 1648 года городок был некоторое время центром Волынского (Остропильского) полка. 5 июня 1649 года польские войска под командованием Станислава Лянцкоронского начали наступление и заставили казаков Кривоноса отступить от Красилова и Староконстантинова к Острополю. После ожесточенных боев полякам удалось захватить город. Часть казаков с мещанами заперлись в замке. Договорившись о свободном выходе осажденных из города при условии прекращения ими борьбы, поляки, нарушив договоренности, вероломно напали на них и почти всех уничтожили. Лишь немногим, в том числе полковнику Александру Кривоносу, удалось спастись.
В результате похода Богдана Хмельницкого до Збаража в июле-августе 1649 года, во время которого большая часть Волыни, в том числе и Старый Острополь, была вновь включена в состав Гетманщины.
Во 2-й половине XVIII века Острополь связан с жизнью и деятельностью его уроженца Герша Острополера, ставшего одним из главных персонажей фольклорной традиции восточноевропейских евреев.
В 1935 году Острополь становится райцентром.
С 1938 года по 1940 год в городе находилось управление Остропольского укреплённого района. УР строился в промежутке около 30—40 км между Новоград-Волынским УРом (справа) и Летичевским Уром (слева), по которому проходит шоссе от г. Проскуров (ныне Хмельницкий) к г. Житомиру. В 1940 году УР расформирован.
16 сентября 1939 года Остропольский укреплённый район вошёл в состав Волочиской армейской группы Украинского фронта для участия в советско-польской войне.
4 июня 1941 года управление и войска 16-го Остропольского укреплённого района снова сформированы в составе Киевского Особого военного округа.
22 июня УР вошёл в Действующую армию (22.6—6.8.1941), 27.12.1941 расформирован.
9 июля 1941 года советские органы и войска оставили город, Острополь оккупировали немецко-фашистские войска.
4 марта (или 5 марта) 1944 года Острополь был освобождён от германских войск советскими войсками 1-го Украинского фронта в ходе Проскуровско-Черновицкой операции:
- 1-й гвардейской армии в составе: 121-й сд (генерал-майор Ладыгин, Иван Иванович) 30-го ск (генерал-майор Лазько, Григорий Семёнович).

Войскам, прорвавшим оборону противника и освободившим Острополь и другие населённые пункты, приказом Ставки ВГК от 5 марта 1944 года объявлена благодарность и в Москве дан салют 20-ю артиллерийскими залпами из 224 орудий.
Приказом Ставки ВГК от 19.03. 1944 года № 060 в ознаменование одержанной победы соединения и части, отличившиеся в боях за освобождение города Острополь, получили наименование «Остропольских»:
- 374-й гвардейский тяжелый самоходный артиллерийский Остропольский полк (полковник Каширин, Михаил Тимофеевич)
- 496-й армейский минометный Остропольский полк (подполковник Заикин, Иван Евдокимович)
- 571-й штурмовой авиационный Остропольский полк (подполковник Макаров, Фёдор Петрович)[10].

В 1959 году Остропольский район был ликвидирован и Острополь утратил статус райцентра.

## Современность
Сейчас (2000-е годы) Старый Острополь — достаточно большое село, в котором действуют небольшие сельскохозяйственные предприятия, работает школа, функционирует автостанция, ряд предприятий торговли, свою деятельность осуществляют несколько религиозных общин.
2023 год, в данный момент село населяет около двух тысяч человек, функционирует одна школа(лицей), вторую переоборудовали в волонтёрский штаб как с 1941 по 1945 во времена ВОВ